# Tour Virot
Pour les articles homonymes, voir Virot.

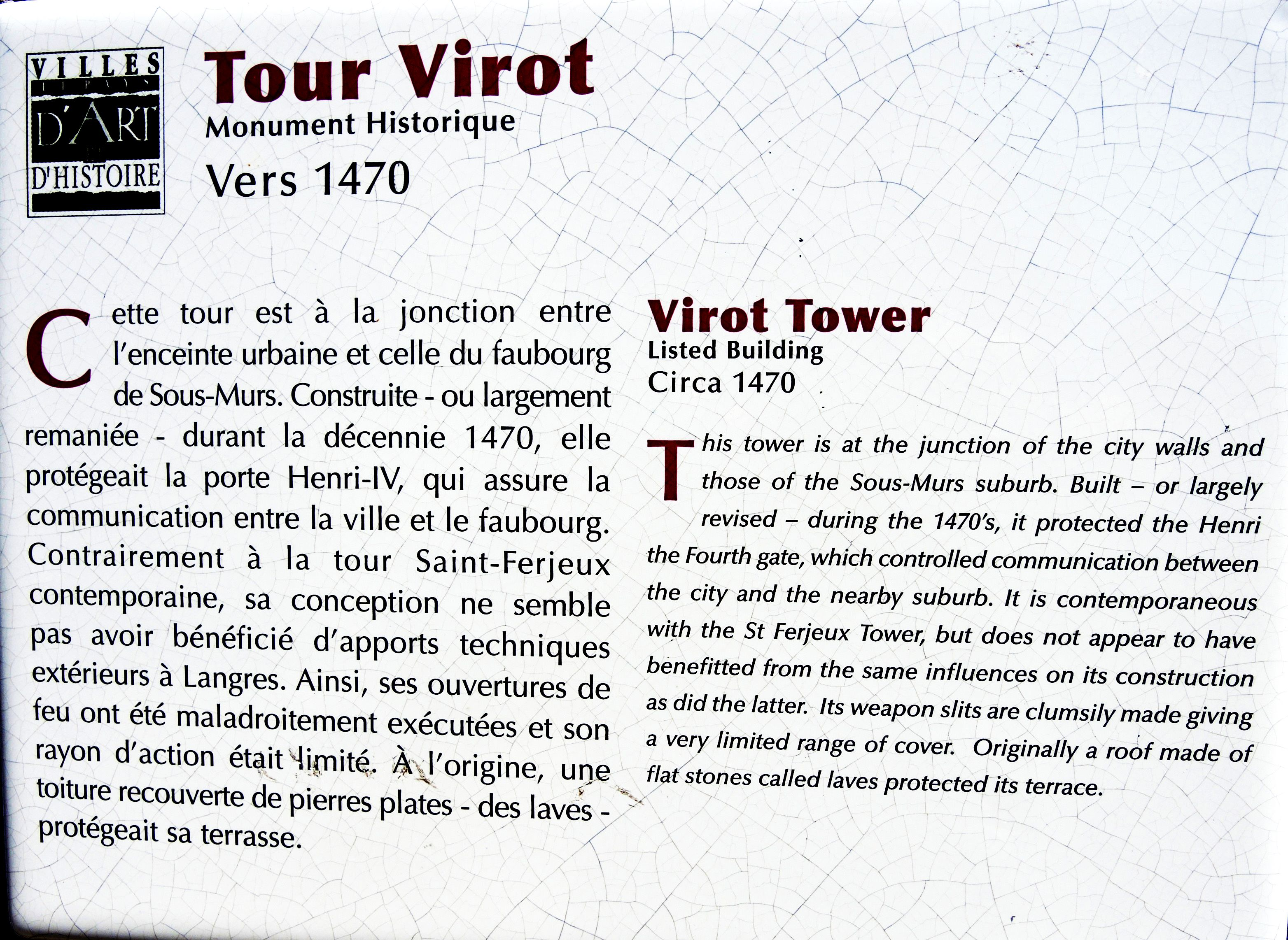
Panneau d'information

La tour Virot est une tour des fortifications de Langres. Cette tour est à la jonction entre l'enceinte urbaine et celle du faubourg de Sous Murs.

## Présentation
Construite ou largement remaniée durant les années 1470, elle protégeait la porte Henri IV qui assure la communication entre la vieille ville et le faubourg.
Contrairement à la tour Saint Ferjeux contemporaine, sa conception ne semble pas avoir bénéficié d'apports techniques extérieurs à Langres.
Ainsi, ses ouvertures de feu ont été maladroitement exécutées et son rayon d'action est limité.
À l'origine une toiture recouverte de pierres plates - des laves - protégeait la terrasse.